# Klif mrozowy
Klif mrozowy – stromy fragment stoku (załamanie) na zboczu góry, powstały w wyniku wietrzenia mrozowego (niwacji). Ogranicza od góry terasę krioplanacyjną. Powstaje w wyniku działania procesów peryglacjalnych.